# Елизавета Нюрнбергская
Елизавета Нюрнбергская (1358 — 26 июля 1411, Гейдельберг) — дочь Фридриха V, бургграфа Нюрнберга, и Елизаветы Мейсенской. Супруга Рупрехта, курфюрста Пфальца с 1398 года и короля Германии с 1400 года.

## Биография
Елизавета родилась в 1358 году. 27 июня 1374 года она вышла замуж за Рупрехта, наследника курфюрста Пфальца Рупрехта II. Елизавета стала курфюрстиной Пфальца, когда Рупрехт наследовал своему отцу 6 января 1398 года, и королевой римлян, когда он был избран королём римлян 21 августа 1400 года. Рупрехт умер 18 мая 1410 года; Елизавета умерла чуть более года спустя, 26 июля 1411 года.

## Брак и дети
У супругов было шесть сыновей и три дочери, которые достигли совершеннолетия:
1. Рупрехт Пипан (20 февраля 1375 — 25 января 1397), наследный принц Пфальцский (с 1375 года); жена: (с 1392 года) графиня Елизавета фон Спонхайм (1365—1417), вдова графа Энгельберта III Маркского
2. Маргарита (1376 — 26 августа 1434); муж: (с 6 февраля 1393 года) Карл II (I) Смелый (1364 — 25 января 1431), герцог Лотарингии с 1390 года, коннетабль Франции (1418—1424)
3. Фридрих (1377—1401)
4. Людвиг III (23 января 1378 — 30 декабря 1436), курфюрст Пфальца (1410—1436); 1-я жена: (с 1402 года) Бланка Ланкастерская (1392 — 22 мая 1409), дочь короля Англии Генриха IV Болингброка, 2-я жена: (с 30 ноября 1417 года) Матильда Савойская (1390 — 4 мая 1438)
5. Агнесса (1379—1401); муж: (с 1400 года) граф Клевский Адольф II (I) (2 августа 1373 — 23 сентября 1448), сын графа Клевского Адольфа I (1334 — 7 сентября 1394) и Маргариты Юлихской
6. Елизавета (1381—1409); муж: (с 1407 года) герцог Австрии Фридрих IV (1382 — 24 июня 1439), сын герцога Леопольда III Справедливого (1 ноября 1351 — 9 июля 1386) и Виридис Висконти (1350 — 1 марта 1414)
7. Иоганн (1383 — 14 марта 1443), пфальцграф фон Нойбург (Вальд и Ноймарк) (с 1410 года); 1-я жена: (с 15 августа 1407 года) Катарина Померанская (1390 — 4 марта 1426), 2-я жена: (с 1428 года) Беатриса Баварская-Виттельсбах (1403 — 12 марта 1447), дочь герцога Баварии Эрнста (1373 — 2 июля 1438), вдова графа Цельского Германа III Цилли
8. Стефан (23 июня 1385 — 14 февраля 1459), пфальцграф фон Зиммерн-Цвайбрюкен (с 1410 года); жена: (с 1410 года) графиня Анна фон Фельденц (1390—1439)
9. Оттон I (24 августа 1390 — 5 июля 1461), пфальцграф фон Мосбах (с 1410 года); жена: (с 1430 года) Иоанна Баварская-Виттельсбах (1413 — 20 июля 1444), дочь Генриха XVI Богатого (1386 — 30 июля 1450)